# Ctenitis mannii
Ctenitis mannii är en träjonväxtart som först beskrevs av C. Hope, och fick sitt nu gällande namn av Ren-Chang Ching. Ctenitis mannii ingår i släktet Ctenitis och familjen Dryopteridaceae. Inga underarter finns listade.